# 桃山台駅
桃山台駅（ももやまだいえき）は、大阪府吹田市桃山台五丁目にある、北大阪急行電鉄南北線の駅。駅番号はM09。

## 歴史
- 1970年（昭和45年）2月24日：北大阪急行電鉄の江坂駅 - 千里中央（仮） - 万国博中央口間の開通と同時に開業[2]。
- 1984年（昭和59年）8月8日：自動改札機を設置[3]。
- 1987年（昭和62年）2月26日：ホームを9両編成に対応する延伸工事が完了[3]。
- 2007年（平成19年）11月：バリアフリー化工事に着手[4]。
- 2010年（平成22年）4月3日：北側駅舎及び北改札口が使用開始[5][6]。同時にホーム上にも多目的トイレを設置[6]。
- 2018年（平成30年）3月11日：可動式ホーム柵の使用を開始[7][8]。
- 2020年（令和2年）4月：駅舎の外壁をリニューアル[9]。

## 駅構造
並行する新御堂筋（国道423号）南千里ランプの直下、上下線に挟まれる形で地上に長さ209.7 mの島式ホーム1面2線を有する。緑地公園方には渡り線が設置されており、桃山台車庫へ繋がっている。
出入口は南口と北口の2ヵ所がある。南口・北口とも改札を出ると東西に抜けることができるようになっており、南口を西側に向かうと飲食店などが入居する駅ビルや、一般路線バス乗り場がある。
開業当初から供用しているのは南口で、新御堂筋の側道に挟まれている部分に橋上駅舎がある。長らくエスカレーターがなかったが、2010年9月28日にホームから改札口までのエスカレーターが設置された。改札口から外に出るためには階段を一旦下ってから上り直す構造となっている。
北口は2010年4月3日に使用を開始した。旧来の駅舎と道路（大阪府道135号豊中摂津線）を挟んだ北側の歩道橋に面した部分に橋上駅舎がある。階段の他、バリアフリーに対応するため駅舎とホームとを連絡するエレベーター・エスカレーターを備えている。掘割状の部分に設置されたホームから一気に駅舎まで上るため、かなりの高低差がある。
トイレは南改札内の他、北改札からエレベーターを下った正面のホーム上に多目的トイレが1室設置されている。
ホーム上に、ソーラー式の花時計が設置されていたが2010年に撤去され現在は花壇となっている。

### のりば
| 番線 | 路線   | 行先         |
| ---- | ------ | ------------ |
| 1    | 南北線 | なかもず方面 |
| 2    | 南北線 | 箕面萱野方面 |

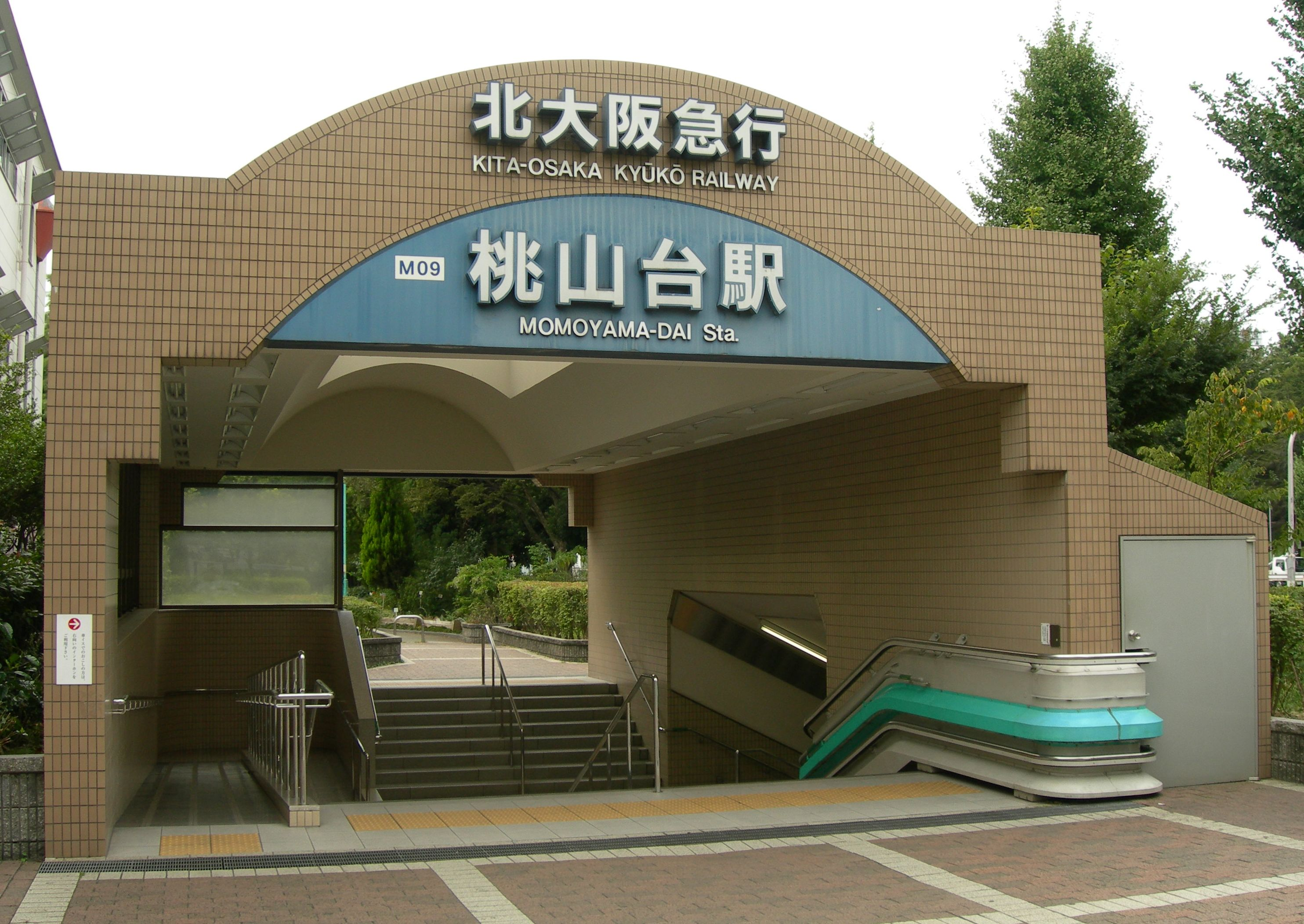
東口（2009年8月）
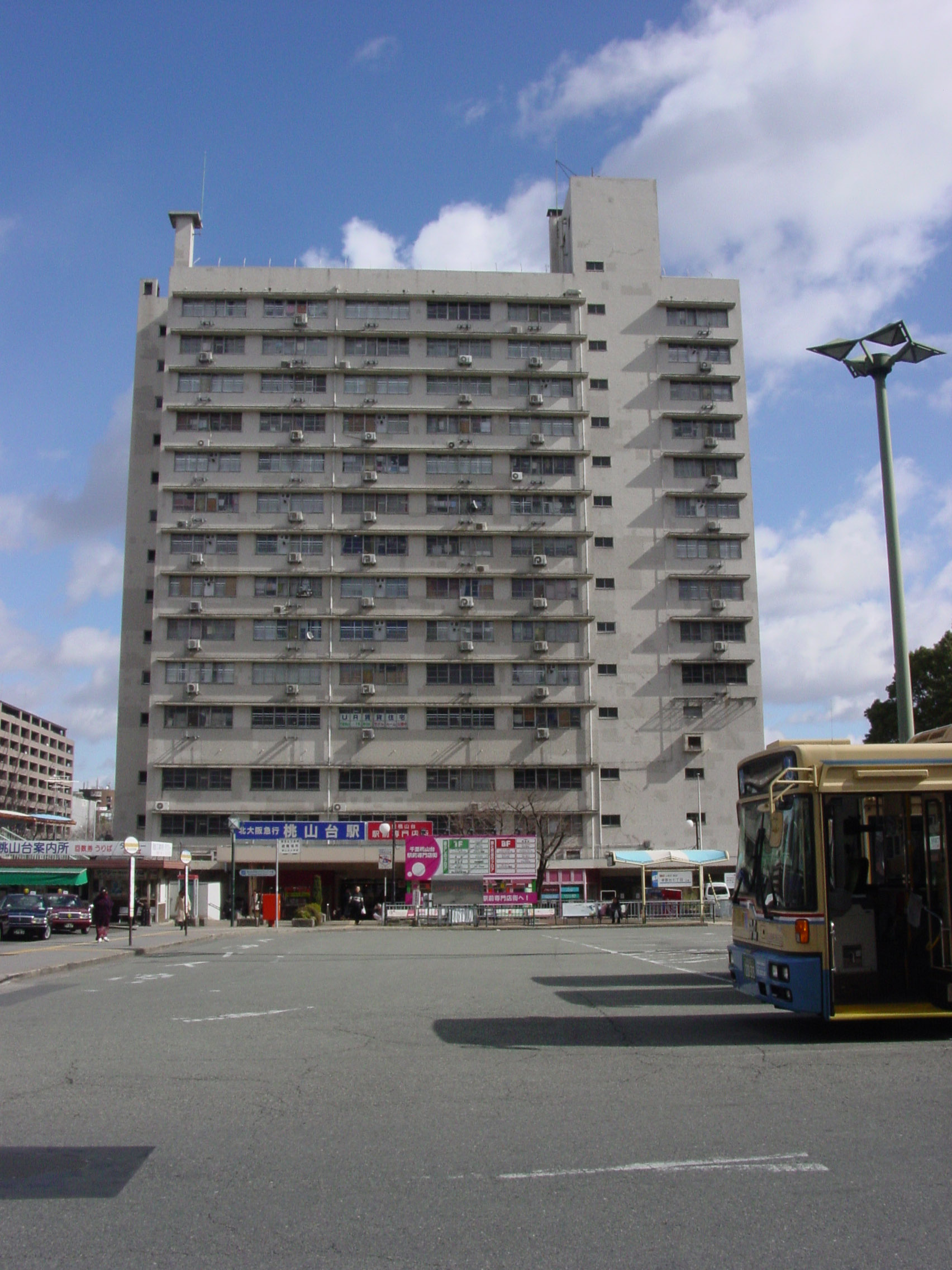
西口の駅ビル（2010年2月）
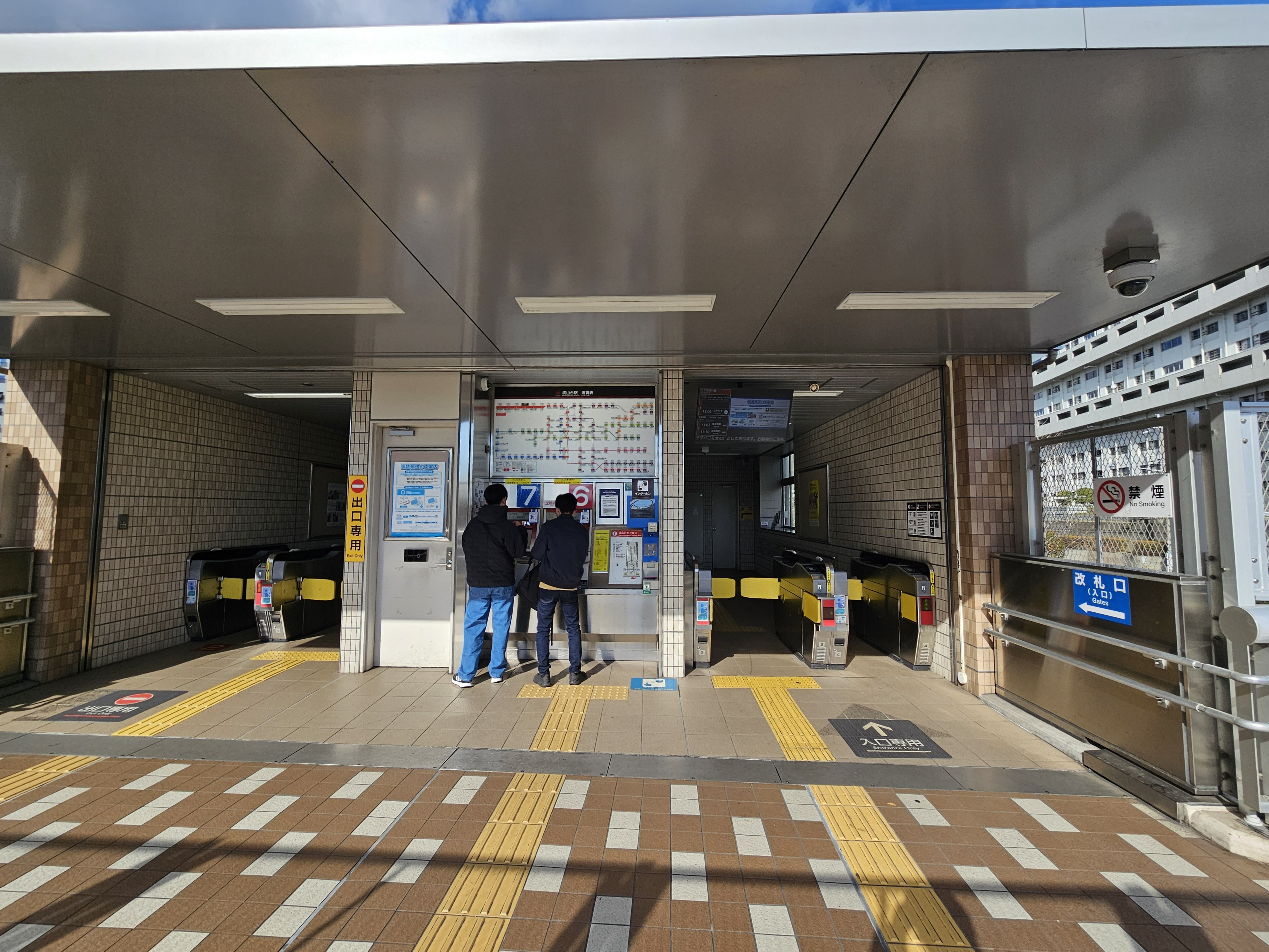
北改札口（2025年1月）
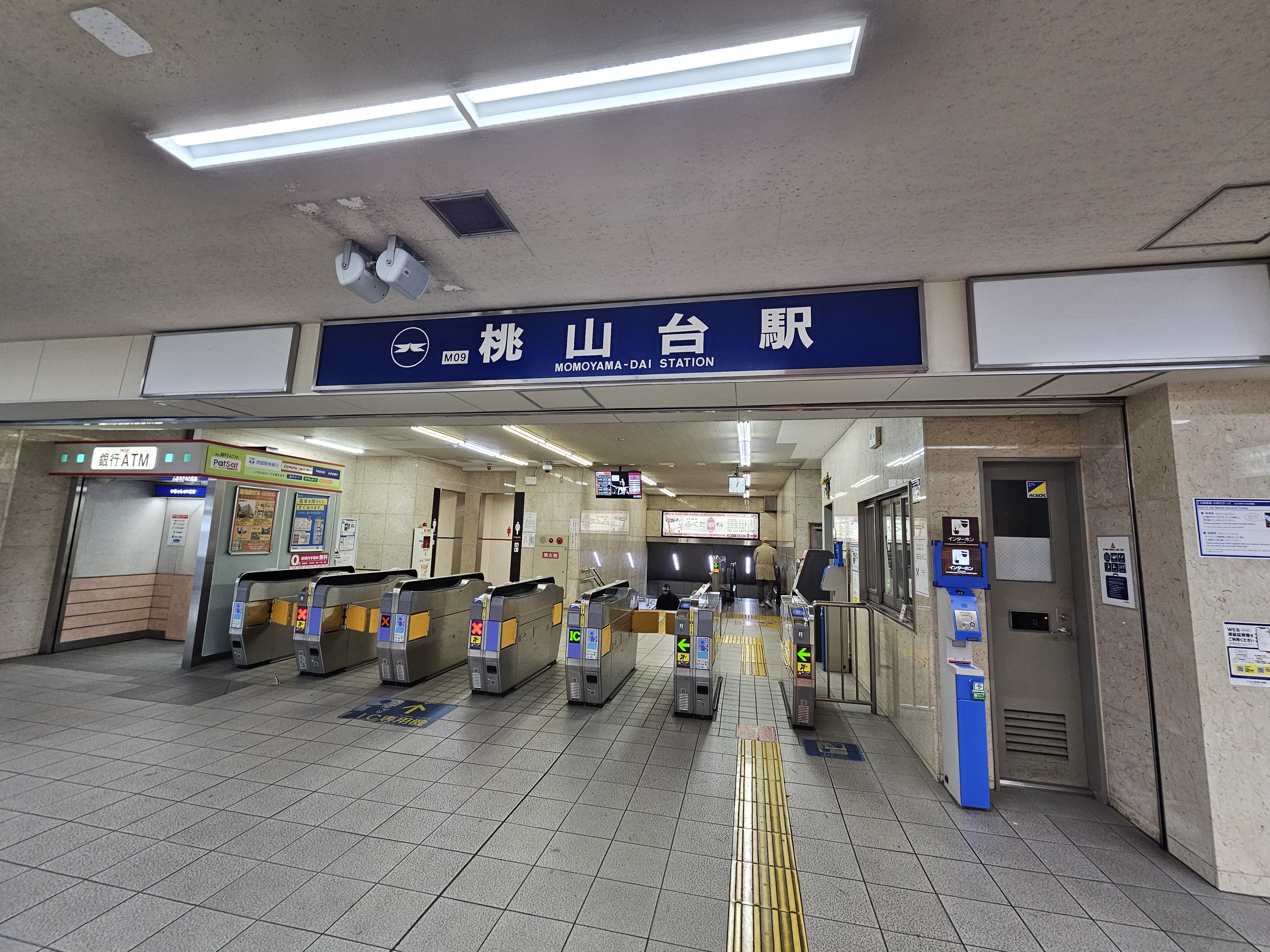
南改札口（2025年1月）
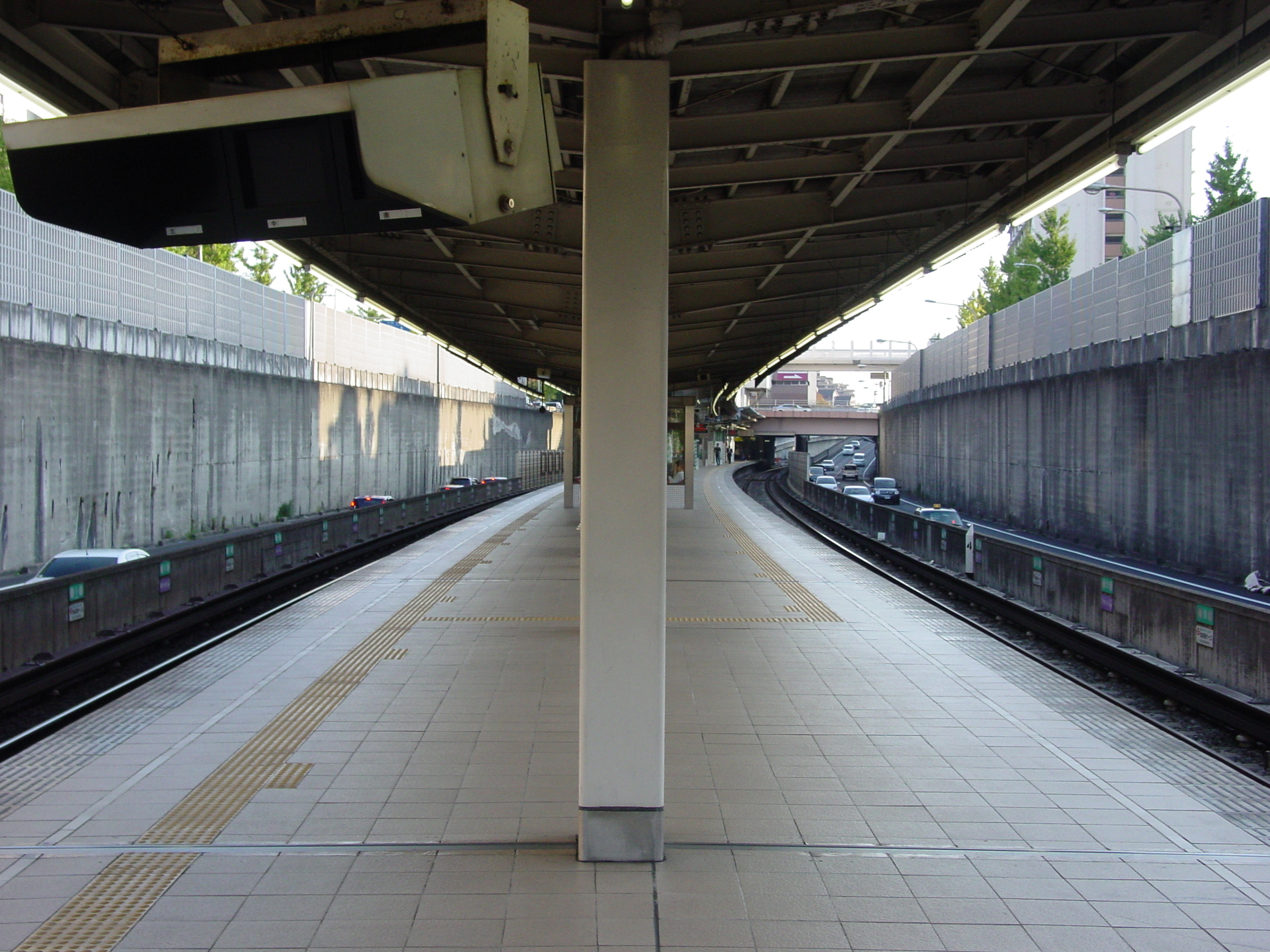
ホーム（2009年11月。ホーム柵設置前）
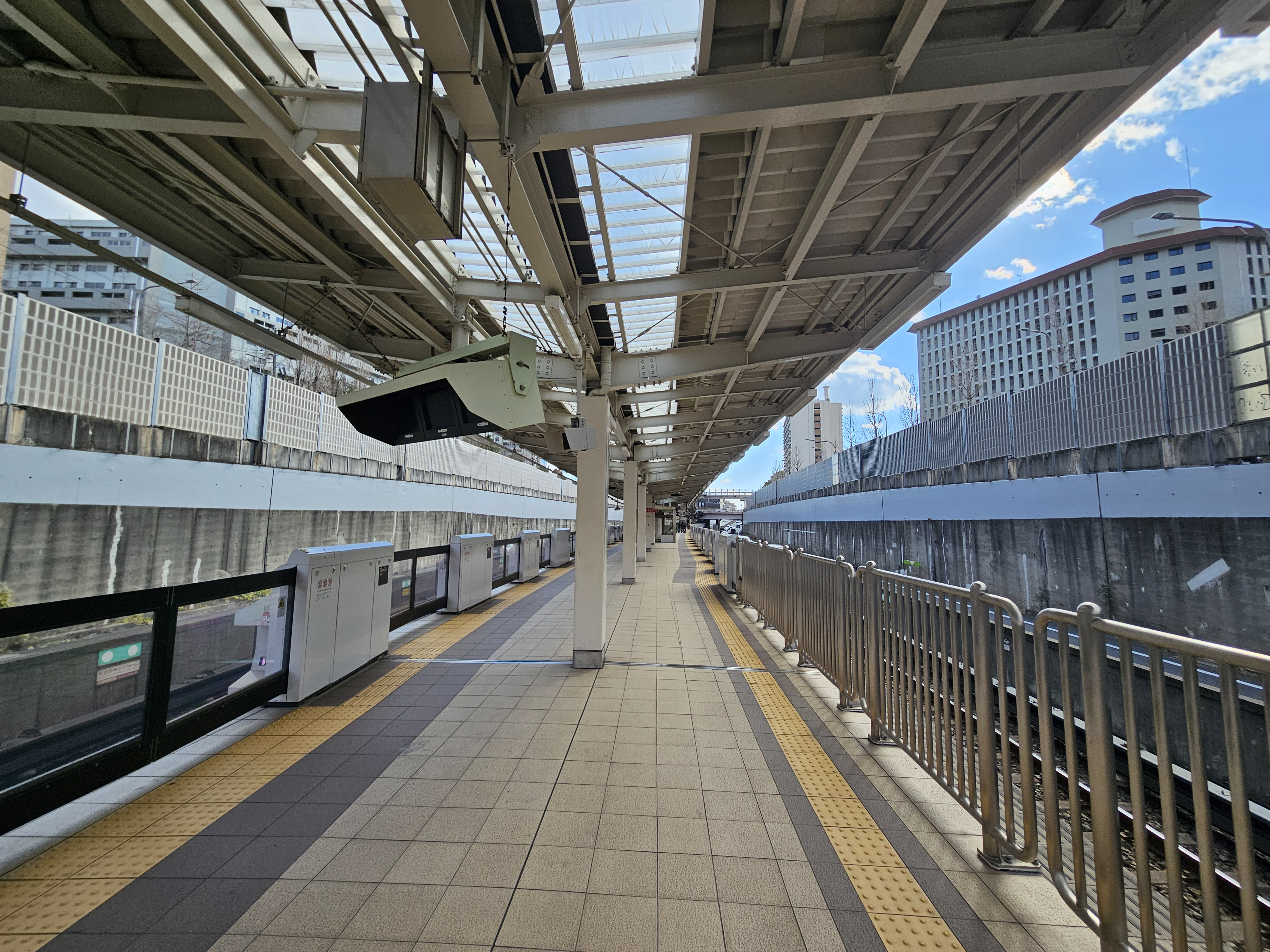
ホーム（2025年1月。ホーム柵設置後）
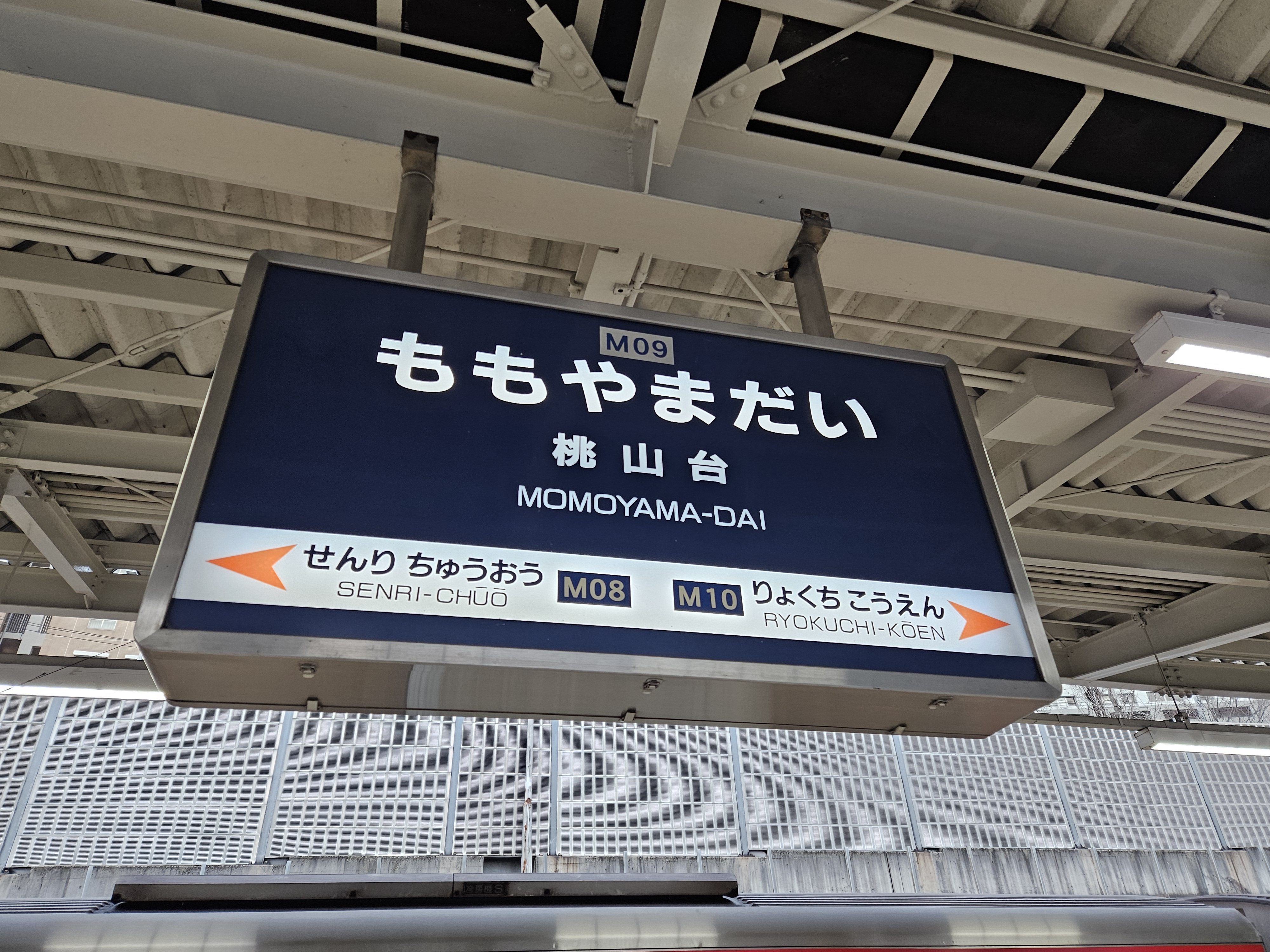
駅名標（2024年3月。旧サイン）
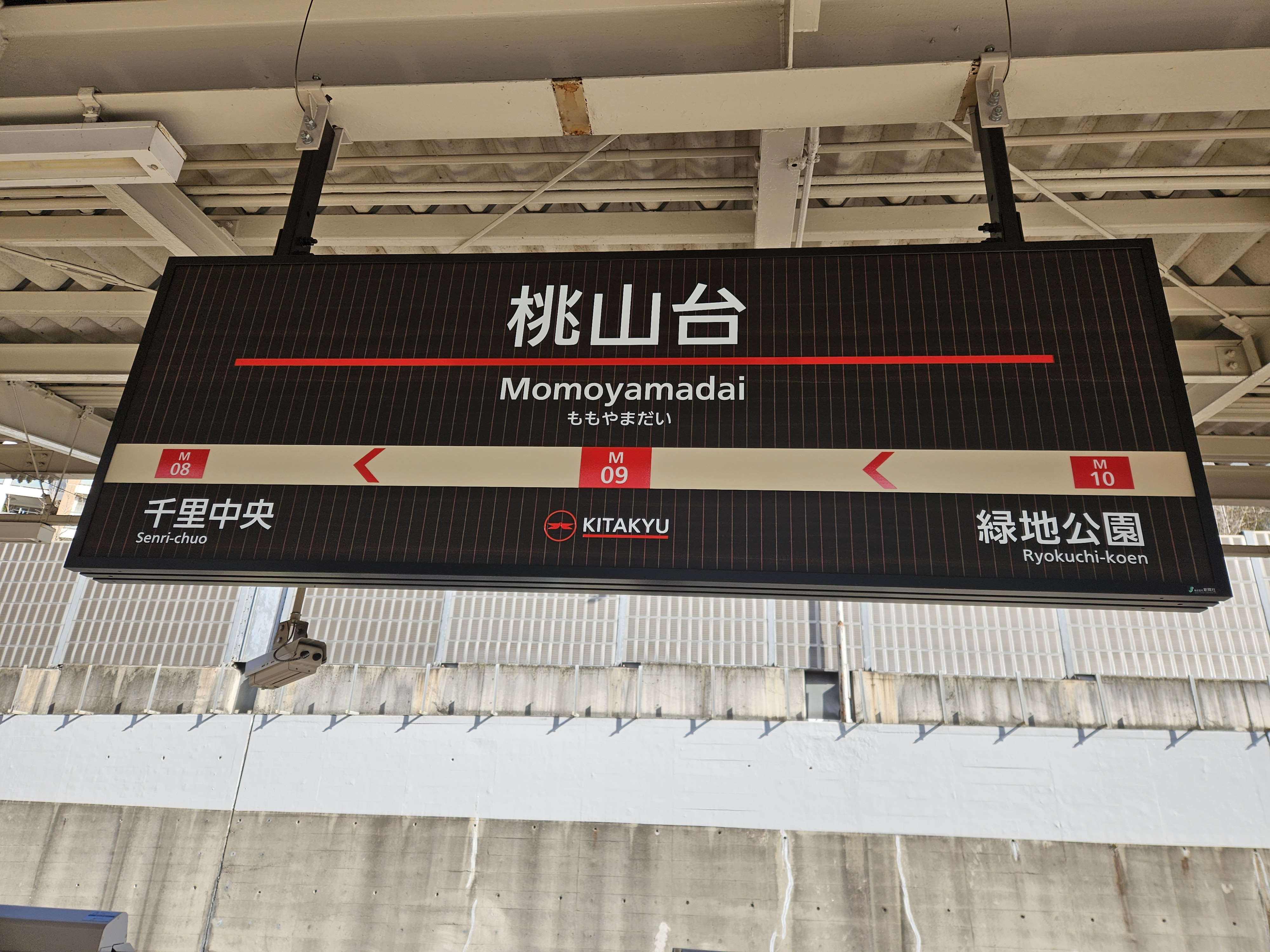
駅名標（2025年1月。新サイン）
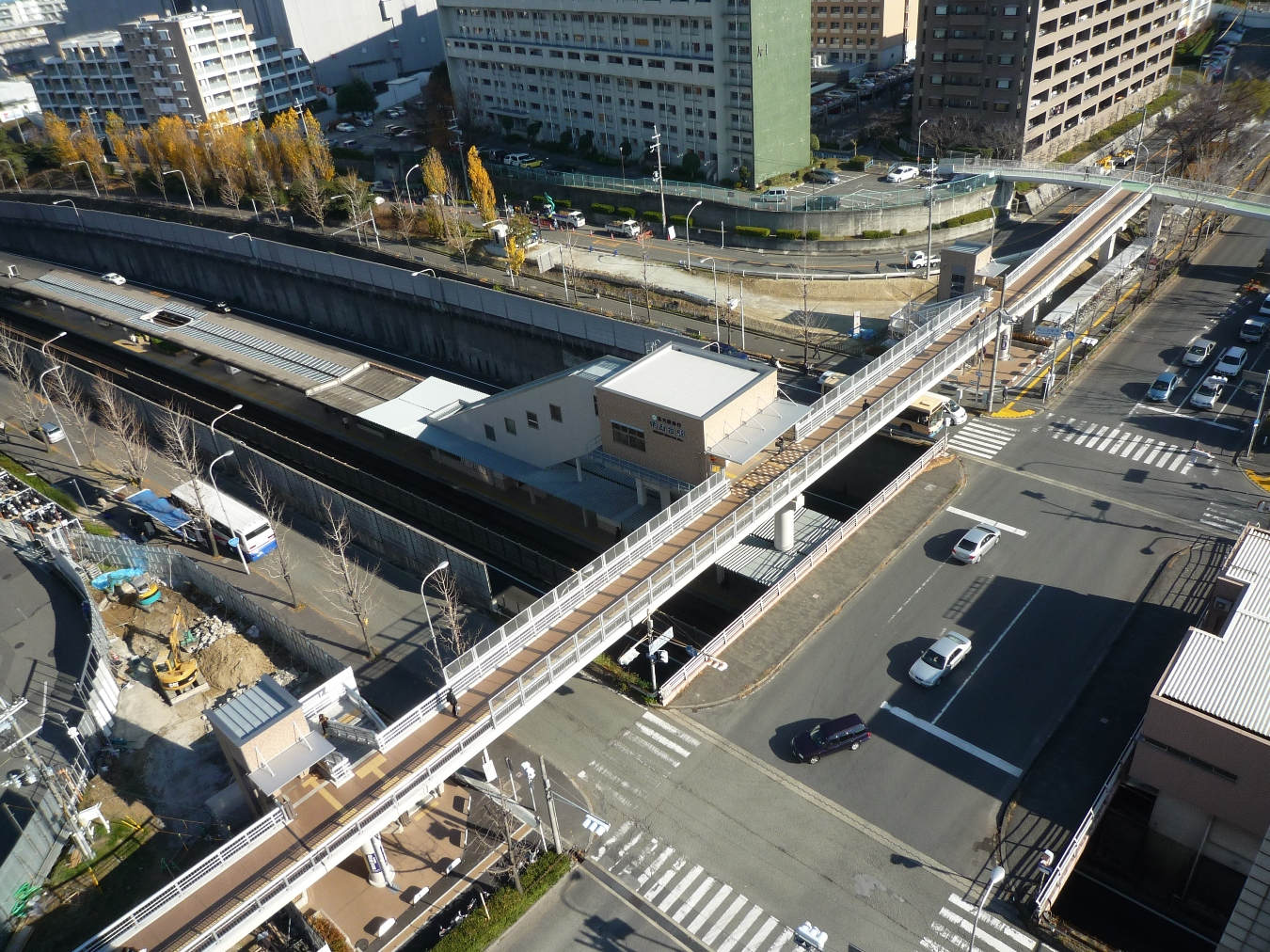
北口を中心とした駅全景（2010年12月）
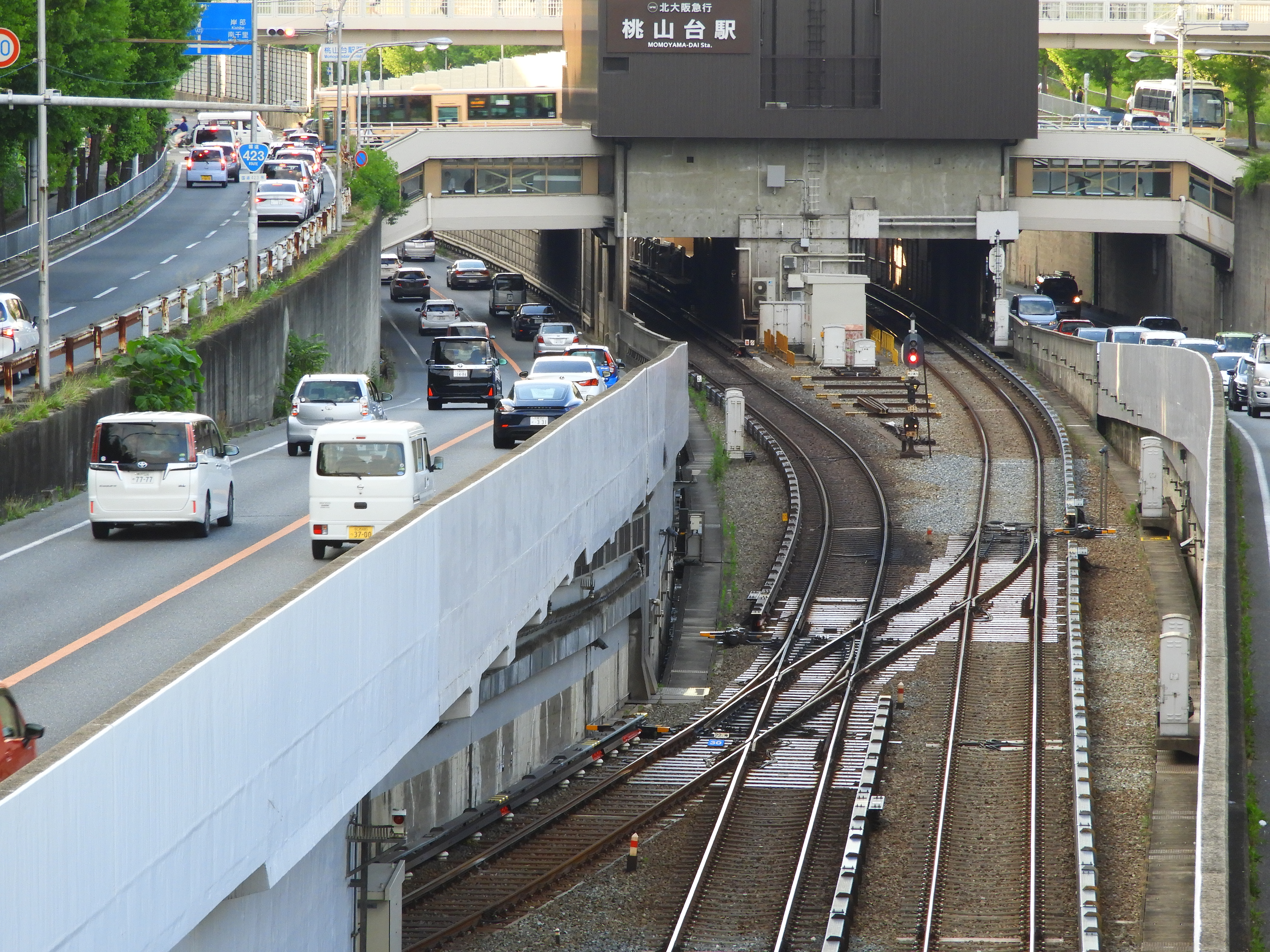
左下に分岐しているのが桃山台車庫への連絡線（2020年6月）

## 利用状況
2024年度の特定日における1日の乗降人員は36,050人（乗車人員：18,401人、降車人員：17,649人）である。
近年の1日乗降・乗車人員は下表の通りである。
| 年次               | 調査日   | 乗降人員 | 乗車人員 | 出典          |
| ------------------ | -------- | -------- | -------- | ------------- |
| 1986年（昭和61年） |          | 44,914   | 24,445   | [ 大阪府 1 ]  |
| 1987年（昭和62年） |          | 41,434   | 21,765   | [ 大阪府 2 ]  |
| 1988年（昭和63年） |          | 46,136   | 24,842   | [ 大阪府 3 ]  |
| 1989年（平成元年） |          | 46,184   | 24,963   | [ 大阪府 4 ]  |
| 1990年（平成02年） |          | 41,925   | 21,328   | [ 大阪府 5 ]  |
| 1991年（平成03年） | -        | -        | -        | [ 大阪府 6 ]  |
| 1992年（平成04年） |          | 48,492   | 25,943   | [ 大阪府 7 ]  |
| 1993年（平成05年） |          | 48,405   | 25,537   | [ 大阪府 8 ]  |
| 1994年（平成06年） |          | 47,732   | 25,484   | [ 大阪府 9 ]  |
| 1995年（平成07年） |          | 44,604   | 23,267   | [ 大阪府 10 ] |
| 1996年（平成08年） |          | 47,594   | 25,009   | [ 大阪府 11 ] |
| 1997年（平成09年） | -        | -        | -        | [ 大阪府 12 ] |
| 1998年（平成10年） |          | 39,222   | 19,655   | [ 大阪府 13 ] |
| 1999年（平成11年） |          | 45,148   | 23,664   | [ 大阪府 14 ] |
| 2000年（平成12年） | 11月07日 | 46,448   | 24,136   | [ 大阪府 15 ] |
| 2001年（平成13年） | 11月13日 | 41,635   | 22,185   | [ 大阪府 16 ] |
| 2002年（平成14年） | 11月12日 | 41,321   | 21,617   | [ 大阪府 17 ] |
| 2003年（平成15年） | 11月11日 | 41,465   | 21,825   | [ 大阪府 18 ] |
| 2004年（平成16年） | 11月09日 | 39,894   | 20,779   | [ 大阪府 19 ] |
| 2005年（平成17年） | 11月08日 | 38,926   | 20,194   | [ 大阪府 20 ] |
| 2006年（平成18年） | 11月07日 | 38,332   | 19,899   | [ 大阪府 21 ] |
| 2007年（平成19年） | 11月13日 | 38,219   | 19,834   | [ 大阪府 22 ] |
| 2008年（平成20年） | 11月11日 | 39,307   | 20,402   | [ 大阪府 23 ] |
| 2009年（平成21年） | 11月10日 | 38,136   | 19,669   | [ 大阪府 24 ] |
| 2010年（平成22年） | 11月09日 | 37,305   | 19,285   | [ 大阪府 25 ] |
| 2011年（平成23年） | 11月08日 | 38,434   | 19,836   | [ 大阪府 26 ] |
| 2012年（平成24年） | 11月13日 | 38,297   | 19,806   | [ 大阪府 27 ] |
| 2013年（平成25年） | 11月12日 | 39,317   | 20,342   | [ 大阪府 28 ] |
| 2014年（平成26年） | 11月11日 | 38,907   | 20,017   | [ 大阪府 29 ] |
| 2015年（平成27年） | 11月10日 | 37,706   | 19,755   | [ 大阪府 30 ] |
| 2016年（平成28年） | 11月08日 | 38,312   | 19,538   | [ 大阪府 31 ] |
| 2017年（平成29年） | 11月14日 | 39,115   | 20,196   | [ 大阪府 32 ] |
| 2018年（平成30年） | 11月13日 | 39,246   | 20,135   | [ 大阪府 33 ] |
| 2019年（令和元年） | 11月12日 | 39,902   | 20,449   | [ 大阪府 34 ] |
| 2020年（令和02年） | 11月10日 | 34,233   | 17,388   | [ 大阪府 35 ] |
| 2021年（令和03年） | 11月09日 | 33,652   | 17,166   | [ 大阪府 36 ] |
| 2022年（令和04年） | 11月08日 | 33,949   | 17,278   | [ 大阪府 37 ] |
| 2023年（令和05年） | 11月07日 | 34,900   | 17,780   | [ 大阪府 38 ] |
| 2024年（令和06年） | 11月12日 | 36,050   | 18,401   | [ 統計 1 ]    |

### 年間利用状況
下表の数値の単位は全て「千人」である。2023年の1日平均乗車人員は18,282人となる。
| 年次               | 乗車人員 | 降車人員 | 出典          |
| ------------------ | -------- | -------- | ------------- |
| 1998年（平成10年） | 8,863    | 8,955    | [ 吹田市 1 ]  |
| 1999年（平成11年） | 8,656    | 8,764    | [ 吹田市 1 ]  |
| 2000年（平成12年） | 8,371    | 8,453    | [ 吹田市 1 ]  |
| 2001年（平成13年） | 8,034    | 7,896    | [ 吹田市 1 ]  |
| 2002年（平成14年） | 7,740    | 7,605    | [ 吹田市 1 ]  |
| 2003年（平成15年） | 7,630    | 7,489    | [ 吹田市 2 ]  |
| 2004年（平成16年） | 7,416    | 7,280    | [ 吹田市 3 ]  |
| 2005年（平成17年） | 7,283    | 7,150    | [ 吹田市 4 ]  |
| 2006年（平成18年） | 7,143    | 7,060    | [ 吹田市 5 ]  |
| 2007年（平成19年） | 7,161    | 7,111    | [ 吹田市 6 ]  |
| 2008年（平成20年） | 7,169    | 7,152    | [ 吹田市 7 ]  |
| 2009年（平成21年） | 7,023    | 7,042    | [ 吹田市 8 ]  |
| 2010年（平成22年） | 6,967    | 6,997    | [ 吹田市 9 ]  |
| 2011年（平成23年） | 7,071    | 7,121    | [ 吹田市 10 ] |
| 2012年（平成24年） | 7,145    | 7,284    | [ 吹田市 11 ] |
| 2013年（平成25年） | 7,490    | 7,298    | [ 吹田市 12 ] |
| 2014年（平成26年） | 7,399    | 7,223    | [ 吹田市 13 ] |
| 2015年（平成27年） | 7,475    | 7,305    | [ 吹田市 14 ] |
| 2016年（平成28年） | 7,498    | 7,333    | [ 吹田市 15 ] |
| 2017年（平成29年） | 7,471    | 7,349    | [ 吹田市 16 ] |
| 2018年（平成30年） | 7,504    | 7,359    | [ 吹田市 17 ] |
| 2019年（令和元年） | 7,606    | 7,481    | [ 吹田市 18 ] |
| 2020年（令和02年） | 5,989    | 5,953    | [ 吹田市 19 ] |
| 2021年（令和03年） | 5,983    | 5,945    | [ 吹田市 20 ] |
| 2022年（令和04年） | 6,420    | 6,347    | [ 吹田市 21 ] |
| 2023年（令和05年） | 6,673    | 6,590    | [ 吹田市 22 ] |

## 駅周辺
- 桃山公園
- アザール桃山台
  - アザール桃山台郵便局
  - 阪急オアシス桃山台店
- 吹田桃山台郵便局
- OCROMクリニック
- 国道423号（新御堂筋）
- ライフ桃山台店
- 当駅から約1.5 km東に阪急千里線南千里駅がある。

当駅の南西側に、北大阪急行電鉄の車両基地である桃山台車庫が所在する。当駅近くには車庫に通じる単線のトンネルがある。また、新御堂筋の側道沿いから車庫の内部を眺めることができる。

## バス路線

### 阪急バス
駅西側にロータリーが整備されており、吹田・豊中両市内からの阪急バス路線のターミナルとなっている。停留所名は「桃山台駅」。

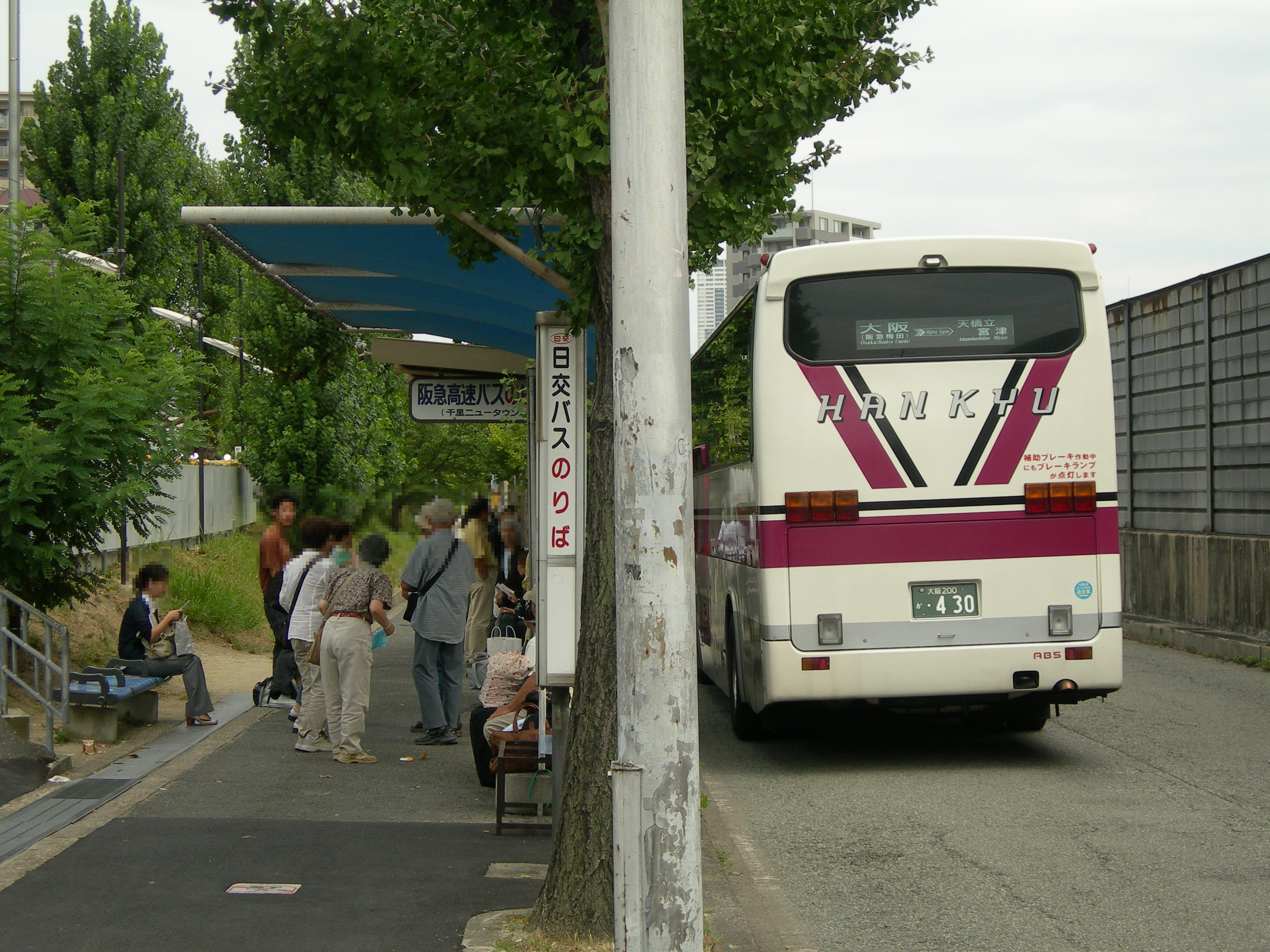
千里ニュータウン停留所

バス案内所も設置されている。
| のりば | 路線名             | 担当 | 系統・行先                               | 備考                                                                |
| ------ | ------------------ | ---- | ---------------------------------------- | ------------------------------------------------------------------- |
| 1      | 豊中市内線         | 千里 | 20・25・30・35・38系統：津雲台七丁目     |                                                                     |
| 2      | 吹田市内線         | 吹田 | 2系統：JR吹田駅（北口/南口）             | 北口止まりの内平日最終2本・土休日最終は深夜バス                     |
| 2      | 吹田市内線         | 吹田 | 3系統：JR吹田駅（南口）                  | 吹田駅北口は経由しない。日中のみ                                    |
| 2      | 吹田市内線         | 吹田 | 5系統：JR吹田駅（南口）                  | 原町二丁目経由。夕方及び平日朝のみ                                  |
| 2      | 吹田市内線         | 吹田 | 8系統：五月が丘循環                      | 五月が丘先行。朝の1本のみ                                           |
| 2      | 吹田市内線         | 吹田 | 9系統：五月が丘循環                      | 亥子谷先行。平日夕方3本のみ                                         |
| 2      | 吹田市内線         | 吹田 | 10系統：JR吹田駅（南口）/吹田営業所前    | JR岸辺駅（南口）経由。一部便はJR吹田駅（南口）止まり                |
| 2      | 吹田市内線         | 吹田 | 11系統：JR岸辺駅（北口）                 |                                                                     |
| 2      | 千里ニュータウン線 | 千里 | 61系統：千里営業所前                     | 1日4本のみ                                                          |
| 2      | 千里ニュータウン線 | 千里 | 65系統：津雲台七丁目                     | 阪急南千里駅・津雲台センター前経由                                  |
| 2      | 千里ニュータウン線 | 千里 | 62系統：阪急南千里駅→69系統直通          | 阪急南千里駅・津雲台センター前経由。平日朝2本のみ                   |
| 2      | 千里ニュータウン線 | 千里 | 69系統：佐竹台・高野台循環               | 夕方及び土休日朝のみ                                                |
| 3      | 豊中市内線         | 千里 | 20系統：阪急豊中駅→45系統直通/旭ヶ丘北口 | 日中以外は阪急豊中駅止まり。土休日最終は旭ヶ丘北口止まりの深夜バス  |
| 3      | 豊中市内線         | 千里 | 21系統：阪急豊中駅→35系統直通            | 阪急豊中駅まで20系統と同一                                          |
| 3      | 豊中市内線         | 千里 | 22系統：阪急豊中駅→30系統直通            | 平日朝1本のみ。阪急豊中駅まで20系統と同一                           |
| 3      | 豊中市内線         | 千里 | 23系統：阪急豊中駅→40系統直通            | 阪急豊中駅まで20系統と同一                                          |
| 3      | 豊中市内線         | 千里 | 25系統：阪急豊中駅→40系統直通/阪急曽根駅 | 日中以外は阪急曽根駅止まり                                          |
| 3      | 豊中市内線         | 千里 | 28系統：阪急豊中駅                       | 旭ヶ丘は経由しない。平日夕方以降のみ、最終便は深夜バス              |
| 4      | 豊中市内線         | 千里 | 30系統：阪急豊中駅→20系統直通            | 平日3本を除き阪急豊中駅止まり。平日最終便は深夜バス（20系統直通）   |
| 4      | 豊中市内線         | 千里 | 32系統：阪急豊中駅→48系統直通            | 平日のみ。阪急豊中駅まで30系統と同一                                |
| 4      | 豊中市内線         | 千里 | 33系統：阪急豊中駅→40系統直通            | 阪急豊中駅まで30系統と同一                                          |
| 4      | 豊中市内線         | 千里 | 35系統：阪急豊中駅→20系統直通            | 日中以外は阪急豊中駅止まり                                          |
| 4      | 豊中市内線         | 千里 | 36系統：阪急豊中駅→38系統直通            | 阪急豊中駅まで30系統と同一                                          |
| 4      | 豊中市内線         | 千里 | 38系統：阪急豊中駅/阪急曽根駅            | 日中と平日最終便を除き阪急曽根駅止まり。熊野町西経由                |
| 4      | 豊中市内線         | 千里 | 39系統：旭ヶ丘北口                       | 東豊中団地前経由、夕方以降のみ。平日最終2本・土休日最終便は深夜バス |
| 5      | 千里ニュータウン線 | 千里 | 61・65・69系統：千里中央                 |                                                                     |
| 5      | 東泉丘線           | 千里 | 55系統：緑地公園グリーンハイツ前         | 平日最終便は深夜バス                                                |

### 高速バス
当駅付近を走る高速バスは、新御堂筋沿いの停留所に停車する。名称は「千里ニュータウン」「千里桃山台」「桃山台駅」などがある。主に阪急観光バス、西日本JRバス、日本交通、WILLER EXPRESSが運行するバスが発着する（共同運行会社のバスや、撤退済みの路線を含む）。
- 多摩・都心方面（アルピコ交通、京王バス）
- 多摩方面（WILLER EXPRESS）
- 富山方面（富山地方鉄道、阪急観光バス）
- 福井・石川・富山方面（西日本ジェイアールバス）
- 上高地方面（アルピコ交通）
- 長野方面（アルピコ交通）
- 松本方面（アルピコ交通、阪急観光バス）
- 伊那方面（伊那バス、阪急観光バス）
- 静岡・清水方面（しずてつジャストライン）
- 岐阜・名古屋方面（ジェイアール東海バス、西日本ジェイアールバス）
- 名古屋方面（WILLER EXPRESS）
- 宮津・天橋立方面（丹後海陸交通、阪急観光バス）
- 舞鶴方面（京都交通、日本交通）
- 和田山・豊岡・城崎温泉方面（全但バス、阪急観光バス）
- 有馬温泉方面（阪急観光バス）
- 三田方面（神姫バス）
- 津山・西脇・加東・加西方面（西日本ジェイアールバス、神姫バス）
- 鳥取・倉吉・米子方面（日本交通）
- 松江・出雲方面（一畑バス、阪急観光バス）
- 松山・八幡浜方面（伊予鉄バス、阪急観光バス）
- 高知方面（とさでん交通、阪急観光バス）

## 隣の駅
北大阪急行電鉄
 南北線 
千里中央駅 (M08) - 桃山台駅 (M09) - 緑地公園駅 (M10)
- ( ) 内は駅番号を示す。

### 記事本文
1. ↑  北大阪急行電鉄株式会社 2018, p. 159.
2. 1 2  北大阪急行電鉄株式会社 2018, p. 179.
3. 1 2  北大阪急行電鉄株式会社 2018, p. 183.
4. ↑  北大阪急行電鉄株式会社 2018, pp. 126–127.
5. 1 2 3  北大阪急行電鉄株式会社 2018, p. 192.
6. 1 2 3  『桃山台駅バリアフリー化工事竣工』（プレスリリース）北大阪急行電鉄、2010年4月5日。オリジナルの2010年9月9日時点におけるアーカイブ。2020年12月4日閲覧。
7. ↑  『〜さらに、安全、安心にご利用いただくため〜 桃山台駅で「可動式ホーム柵」を使用開始します』（PDF）（プレスリリース）北大阪急行電鉄、2018年3月6日。オリジナルの2018年9月2日時点におけるアーカイブ。2020年3月30日閲覧。
8. ↑  『〜さらに、安全、安心にご利用いただくため〜 緑地公園駅・桃山台駅で「可動式ホーム柵」を使用開始します』（PDF）（プレスリリース）北大阪急行電鉄、2018年2月16日。オリジナルの2018年9月2日時点におけるアーカイブ。2020年3月30日閲覧。
9. ↑  桃山台駅舎外壁がリニューアルされました - 北大阪急行電鉄【公式】(@kitakyu50),Instagram(2020年4月14日)2020年6月21日閲覧
10. ↑  北大阪急行電鉄株式会社 2018, p. 164.
11. ↑  “桃山台駅 駅構内図”.   北大阪急行電鉄. 2024年3月23日閲覧。
12. ↑  “桃山台駅｜路線バス｜阪急バス”. 阪急バス. 2024年5月1日閲覧。

### 利用状況
1. 1 2 3 4 5  北大阪急行 乗降客数
2. ↑  吹田市統計書

大阪府統計年鑑
1. ↑  大阪府統計年鑑（昭和62年） (PDF)
2. ↑  大阪府統計年鑑（昭和63年） (PDF)
3. ↑  大阪府統計年鑑（平成元年） (PDF)
4. ↑  大阪府統計年鑑（平成2年） (PDF)
5. ↑  大阪府統計年鑑（平成3年） (PDF)
6. ↑  大阪府統計年鑑（平成4年） (PDF)
7. ↑  大阪府統計年鑑（平成5年） (PDF)
8. ↑  大阪府統計年鑑（平成6年） (PDF)
9. ↑  大阪府統計年鑑（平成7年） (PDF)
10. ↑  大阪府統計年鑑（平成8年） (PDF)
11. ↑  大阪府統計年鑑（平成9年） (PDF)
12. ↑  大阪府統計年鑑（平成10年） (PDF)
13. ↑  大阪府統計年鑑（平成11年） (PDF)
14. ↑  大阪府統計年鑑（平成12年） (PDF)
15. ↑  大阪府統計年鑑（平成13年） (PDF)
16. ↑  大阪府統計年鑑（平成14年） (PDF)
17. ↑  大阪府統計年鑑（平成15年） (PDF)
18. ↑  大阪府統計年鑑（平成16年） (PDF)
19. ↑  大阪府統計年鑑（平成17年） (PDF)
20. ↑  大阪府統計年鑑（平成18年） (PDF)
21. ↑  大阪府統計年鑑（平成19年） (PDF)
22. ↑  大阪府統計年鑑（平成20年） (PDF)
23. ↑  大阪府統計年鑑（平成21年） (PDF)
24. ↑  大阪府統計年鑑（平成22年） (PDF)
25. ↑  大阪府統計年鑑（平成23年） (PDF)
26. ↑  大阪府統計年鑑（平成24年） (PDF)
27. ↑  大阪府統計年鑑（平成25年） (PDF)
28. ↑  大阪府統計年鑑（平成26年） (PDF)
29. ↑  大阪府統計年鑑（平成27年） (PDF)
30. ↑  大阪府統計年鑑（平成28年） (PDF)
31. ↑  大阪府統計年鑑（平成29年） (PDF)
32. ↑  大阪府統計年鑑（平成30年） (PDF)
33. ↑  大阪府統計年鑑（令和元年） (PDF)
34. ↑  大阪府統計年鑑（令和2年） (PDF)
35. ↑  大阪府統計年鑑（令和3年） (PDF)
36. ↑  大阪府統計年鑑（令和4年） (PDF)
37. ↑  大阪府統計年鑑（令和5年） (PDF)
38. ↑  大阪府統計年鑑（令和6年） (PDF)

吹田市統計書
1. 1 2 3 4 5  平成15年版吹田市統計書
2. ↑  平成16年版吹田市統計書
3. ↑  平成17年版吹田市統計書
4. ↑  平成18年版吹田市統計書
5. ↑  平成19年版吹田市統計書
6. ↑  平成20年版吹田市統計書
7. ↑  平成21年版吹田市統計書
8. ↑  平成22年版吹田市統計書
9. ↑  平成23年版吹田市統計書
10. ↑  平成24年版吹田市統計書
11. ↑  平成25年版吹田市統計書
12. ↑  平成26年版吹田市統計書
13. ↑  平成27年版吹田市統計書
14. ↑  平成28年版吹田市統計書
15. ↑  平成29年版吹田市統計書
16. ↑  平成30年版吹田市統計書
17. ↑  令和元年版吹田市統計書
18. ↑  令和2年版吹田市統計書
19. ↑  令和3年版吹田市統計書
20. ↑  令和4年版吹田市統計書
21. ↑  令和5年版吹田市統計書
22. ↑  令和6年版吹田市統計書